# Püttlingen
Püttlingen – miasto w Niemczech, w kraju związkowym Saara, w związku regionalnym Saarbrücken. Położone ok. 10 km na północny zachód od Saarbrücken.

## Współpraca
Miejscowości partnerskie:
- Ber, Mali
- Créhange, Francja
- Fresagrandinaria, Włochy
- Nowa Sól, Polska
- Saint-Michel-sur-Orge, Francja
- Senftenberg, Brandenburgia
- Veszprém, Węgry
- Žamberk, Czechy